# 三木啓次郎
三木 啓次郎（みき けいじろう、1877年（明治10年） - 1972年（昭和47年））は、近現代日本の剣術家。北辰一刀流免許皆伝。
三木之次の子孫である旧水戸藩士の三木家に生まれる。
1915年（大正4年）には北辰一刀流の千葉勝太郎の著書『剣法秘訣』を世に出している。
1918年（大正7年）、啓次郎は桜田門外の変を起こしたのち逃走し自刃した水戸浪士の霊を慰めるため、大阪四天王寺境内を訪れた。そこで二股ソケットを販売していた松下幸之助と出会った。経済的に困窮していた松下だったが、話を聞いた啓次郎が水戸の田畑を抵当に幸之助を援助した。後に成功した幸之助は恩義に応えるため、松下電器がスポンサーだったナショナル劇場で『水戸黄門』を放送し、浅草寺の雷門、四天王寺の極楽門、水戸の常磐神社境内にある三木神社などに寄進した。
皇室とも縁が深く「木戸御免」であったという。
水戸妙雲寺に墓があり、墓碑には「松下幸之助顧問」と書かれている。